# 장성북초등학교
장성북초등학교는 대한민국 전라남도 장성군 장성읍 남양촌길 19 (백계리)에 있었던 초등학교이다.

## 연혁
- 1941년 6월 13일 장성성산공립국민학교 부설 용강간이학교 개교(용강리)(설립인가 5월 27일)
- 1943년 4월 1일 장성북공립국민학교 개칭
- 1951년 1월 15일 현 위치로 신축 이전
- 1996년 3월 1일 장성북초등학교로 개칭
- 1997년 3월 1일 장성성산초등학교로 통합